# Gustav Adolph Bockshammer
Gustav Adolph Bockshammer (* 13. Januar 1824 in Blaubeuren; † 23. April 1882 in Urach) war ein württembergischer Oberamtmann.

## Leben
Gustav Adolph Bockshammers Vater war Dekan und Stadtpfarrer. Nach der Maturitätsprüfung machte er von 1840 bis 1841 ein Volontariat bei der Kameralamtskanzlei in Ulm. Anschließend studierte er von 1841 bis 1846, die erste und zweite höhere Dienstprüfung beim Departement des Innern folgten. Seine berufliche Laufbahn begann Bockshammer 1848 als Aktuariatsverweser beim Oberamt Künzelsau. Von 1849 bis 1850 war er Aktuar beim Oberamt Tuttlingen. 1850 schied Gustav Adolph Bockshammer wegen körperlicher Leiden aus dem Staatsdienst aus und hielt sich bis 1856 in Amerika auf. 1856 nahm er die Arbeit als Aktuariatsverweser beim Oberamt Urach und beim Amtsoberamt Stuttgart wieder auf. Von 1857 bis 1863 war er Aktuar beim Oberamt Ellwangen und von 1863 bis 1867 Sekretär bei der Stadtdirektion Stuttgart. Von 1867 bis 1872 leitete er als Oberamtmann das Oberamt Spaichingen und von 1872 bis 1882 das Oberamt Urach.
1876 erhielt Gustav Adolph Bockshammer das Ritterkreuz 1. Klasse des Friedrichs-Ordens, außerdem wurde er mit der Kriegsgedenkmünze für Kombattanten und Nichtkombattanten geehrt.